# Taifa (państwo)

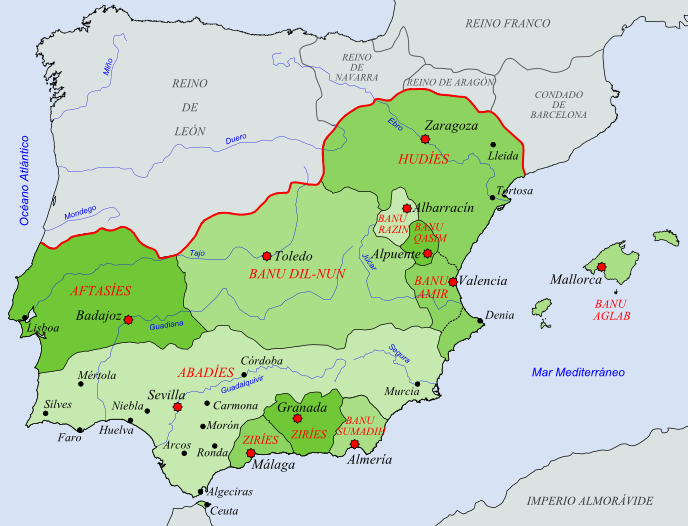
Państwa - taify w roku 1080

Taifa – muzułmańskie państwa uformowane na terenie Półwyspu Iberyjskiego (arab. Al-Andalus) w czasach istnienia i po rozpadzie Kalifatu Kordoby w 1031 i państwa Almorawidów w XII wieku.
Taify dwukrotnie wzywały ludy północnej Afryki do walki z chrześcijanami. Fanatyczni Almorawidzi zostali zaproszeni po upadku Toledo w 1085 roku, a Almohadzi po stracie Lizbony w roku 1147. Te radykalne państwa muzułmańskie nie pomogły jednak państwom muzułmańskim Hiszpanii, a ponadto włączyły je do swoich imperiów.
W czasie swojej świetności, w wieku XI i pierwszej połowie XII wieku, emirzy taif rywalizowali ze sobą nie tylko na polu militarnym, ale także na polu kultury, wspierając znanych i cenionych wówczas poetów i artystów.
Jako że arabscy muzułmanie stanowili tylko pięcioprocentową część populacji Hiszpanii, taify były słabe militarnie, co wiodło do częstych zwycięstw państw chrześcijańskich. Ponieważ często nie dysponowały odpowiednią siłą roboczą i liczebnością, akty kapitulacyjne obligowały ich do opłacania rocznego trybutu, pariasu.
Największa liczba taif istniejących w jednym momencie wyniosła dwadzieścia jeden, głównymi z nich były: 
- Grenada
- Sewilla
- Toledo
- Saragossa
- Badajoz
- Dénia
- Ronda
- Ceuta,
- Almería